# 1910-е годы
1910-е (ты́сяча девятьсо́т деся́тые) го́ды по григорианскому календарю — промежуток времени с 1 января 1910 года по 31 декабря 1919 года, включающий 1910 год 1-го десятилетия   и с 1911 по 1919 годы    2-го десятилетия XX века 2-го тысячелетия.  Они закончились 106 лет назад.
Середина и конец десятилетия ознаменовались Первой мировой войной и рядом революций, радикально изменивших облик Европы и Азии.
Итоги войны привели в конце десятилетия к исчезновению четырёх крупнейших империй на территории Евразии — Российской, Германской, Австро-Венгерской и Османской, и независимости национальных государств, таких как Польша, Чехословакия, Югославия, Финляндия, Венгрия. Революции, в том числе в России, Германии, Турции и Китае, привели к исчезновению монархий и образованию республик. Широко распространяются социалистические и демократические идеи. Войны также дают толчок развитию науки, техники и медицины и сильно влияют на культуру.

## Важнейшие события

### Политика и общество

#### США и Северная Америка
- Создана Федеральная резервная система США (1913). Разлив нефти[англ.] на Мидуэй-Сансете, крупнейший в истории (1910—1911). Угольные войны в Западной Виргинии[англ.] (1912—1921).
- Первый период «Красной угрозы» (1917—1920, маккартизм, Акт о шпионаже (1917)[англ.]). «Красное лето» (1919).
- Канадское трудовое восстание[англ.] (1918—1925).

#### Европа
- Первая Португальская республика (1910—1926).
- Акт о парламенте (1911)[англ.]. Федерация британской промышленности (1916—1965).
- Балканские войны (1912—1913).
- «Титаник» затонул (1912).
- Первая мировая война (1914—1918)
- Пандемия Испанского гриппа (1918—1919) унесла жизни около 50—100 млн человек.
- Распад Российской Империи, революция в России и становление Советской республики (РСФСР):
  - Февральская революция(1917)
  - Июльские дни (1917)
  - Октябрьская Революция (1917)
  - Установление советской власти в России (1917—1922)
  - Всероссийское учредительное собрание (1918)
  - Брестский мир и выход Советской России из Первой мировой войны (3 марта 1918)
  - Гражданская война в бывшей Российской империи (1918—1922)
    - Революция и гражданская война на Украине
    - Гражданская война в Финляндии
    - Войны за независимость Эстонии и Латвии

  - Восстание Чехословацкого корпуса (1918)
  - Иностранная военная интервенция (1918—1922)
  - Первая советско-финская война (1918—1920).
- Распад Германской Империи, немецкая революция и становление Веймарской Республики:
  - Германская Империя теряет свои колонии в Африке, Юго-Восточной Азии и Океании (1914—1918)
  - Капитуляция Германии в Первой мировой войне (5 октября 1918)
  - Восстание в Киле (3 ноября 1918)
  - Ноябрьская революция (1918)
  - Советские республики в Германии: Баварская советская республика, Бременская советская республика и др.
  - Провозглашение Веймарской Республики (9 ноября 1918)
  - Раздел территорий Германии странами Антанты (1918—1923)
  - Восстание спартакистов (1919) в Германии.
  - Версальский договор (1919).
- Распад Австро-Венгерской Империи (1918)
  - Оравско-Спишский конфликт
  - Польско-украинская война
  - Фиумский конфликт
  - Румынская интервенция в Венгрию
  - Чехословацко-венгерская война (1919)
- Распад Османской империи
  - Война за независимость Турции

#### Африка и Ближний Восток
- Агадирский кризис (1911; Марокко).
- Итало-турецкая война (1911—1912).
- Ближневосточный театр военных действий Первой мировой войны (1914—1918)
- Североафриканская кампания Первой мировой войны[англ.]
- Англо-египетская кампания в Дарфуре (1916)
- Третья англо-афганская война (1919)
- Египетская революция (1919).
- Распад Османской Империи
  - Геноцид армян, ассирийцев, греков в Османской империи (1915—1923).
  - Раздел Османской империи (1918—1922).
  - Война за независимость Турции (1919—1923).

#### Юго-Восточная Азия и Дальний Восток
- Присоединение Кореи к Японии (1910—1945).
- Синьхайская революция (1911—1912) привела к свержению династии Цин и образованию Китайской Республики. Монгольская национальная революция (1911).
- Японский ультиматум Китаю (1915). Движение 4 мая (1919).

#### Латинская Америка
- Панамский канал построен (1904—1914) после отделения Панамы от Колумбии (1903).
- Мексиканская революция (1910—1917/1920; Конституция Мексики)[1].

## Культура
- Первый полнометражный фильм (индийский — 1913, «Раджа Харишчандра»; голливудский — 1914, «Муж индианки[англ.]»).
- Чарли Чаплин (1889—1977), актёр (Британская империя)(США). «Детские автомобильные гонки» (1914).
- Малевич, Казимир Северинович (1879—1935), художник (Российская империя). «Чёрный квадрат» (1915).

### Искусство

##### Американская литература
- Марк Твен умер (1910), посмертно изданы: повесть «Таинственный незнакомец» (1916).
- О. Генри умер (1910), посмертно изданы: сборники рассказов «Коловращение» (1910), «Остатки» (1917).
- Джек Лондон умер (1916), прижизненно изданы: романы «Время-не-ждёт» (1910), «Приключение» (1911), «Лунная долина» (1913), «Мятеж на «Эльсиноре»» (1914), «Межзвёздный скиталец» (1915), «Маленькая хозяйка большого дома» (1916); повести «Джон Ячменное Зерно» (1913), «Лютый зверь» (1913), «Алая чума» (1912); посмертно изданы: романы «Майкл, брат Джерри» (1917), «Сердца трёх» (1919—1920); повесть «Джерри-островитянин» (1917).
- Теодор Драйзер: романы «Дженни Герхардт» (1911), начат цикл «Трилогия желания» («Финансист» (1912) и «Титан» (1914)), «Гений» (1915); сборник рассказов «12 мужчин» (1919).
- Эдгар Берроуз: «Тарзан, приёмыш обезьян» (1912).
- Говард Лавкрафт, изданы рассказы: «Алхимик» (1916), «Воспоминание о докторе Сэмюэле Джонсоне» (1917), «За стеной сна», «Белый корабль», «Дагон» (1919).
- Маккалли, Джонстон: «Проклятие Капистрано» (1919; Зорро).
- Андерсон, Шервуд: «Уайнсбург, Огайо» (1919).
- Асуэла, Мариано: «Те, кто внизу[англ.]» (1915).

##### Европейская литература
- Герберт Уэллс: романы «История господина Полли» (1910), «Новый Макиавелли[англ.]» (1911), «Брак» (1912), «Страстная дружба» (1913), «Жена сэра Айзека Хармана» (1914), «Освобождённый мир» (1914), «Великие искания» (1915), «Билби» (1915), «Мистер Бритлинг пьет чашу до дна» (1916), «Бог — невидимый король» (1917), «Душа епископа» (1917), «Джоан и Питер» (1918), «Неугасимый огонь[англ.]» (1919); рассказы для детей «Напольные игры» (1911), «Маленькие войны» (1913).
- Джозеф Конрад: «На взгляд Запада[англ.]» (1911) и «Теневая черта» (1915).
- Бернард Шоу: «Пигмалион» (1913).
- Джеймс Джойс. «Дублинцы» (1914).
- Томас Манн: повесть «Смерть в Венеции» (1912).
- Генрих Манн: роман «Верноподданный» (1914).
- Ален-Фурнье: роман «Большой Мольн» (1913).
- Анри Барбюс: роман «Огонь» (1916).
- Райнер Мария Рильке: роман «Записки Мальте Лауридса Бригге» (1910).
- Франц Кафка: сборник рассказов «Сельский врач» (1919).
- Мигель де Унамуно: «Туман» (1914).
- (Украина) Михаил Коцюбинский: «Тени забытых предков» (1911).
- (Украина) Леся Украинка: пьеса «Лесная песня» (1911).

##### Русская литература
- Лев Толстой умер (1910), посмертно изданы: рассказы «После бала» (1911), «Алёша Горшок» (1911); повести «Отец Сергий» (1911), «Хаджи-Мурат» (1912); пьеса «Живой труп» (1911).
- Николай Лесков: посмертно издана повесть «Заячий ремиз» (1917).
- Иван Бунин: повести «Деревня» (1910), «Суходол» (1912), «Весёлый двор» (1912); рассказы «Игнат» (1912), «Хорошая жизнь» (1912), «Последнее свидание» (1913), «Господин из Сан-Франциско» (1915), «Лёгкое дыхание» (1916), «Петлистые уши» (1917).
- Александр Грин: рассказы «Рай» (1910), «Колония Ланфиер» (1910), «История одного убийства» (1910), «Позорный столб» (1911), «Жизнь Гнора» (1912), «Синий каскад Теллури» (1912), «Трагедия плоскогорья Суан» (1912), «Зурбаганский стрелок» (1913), «Дьявол оранжевых вод» (1913), «Повесть, оконченная благодаря пуле» (1914), «Загадка предвиденной смерти» (1914), «Искатель приключений» (1915), «Возвращённый ад» (1915), «Капитан Дюк» (1915), «Сто вёрст по реке» (1916), «Создание Аспера» (1917).
- Максим Горький: пьесы «Васса Железнова» (1910), «Старик» (1915); циклы рассказов «Сказки об Италии» (1911—1913) и «По Руси» (1913—1918), повести «Детство. В людях. Мои университеты» (1914; 1916; 1923).
- Александр Куприн: повести «Гранатовый браслет» (1911), «Звезда Соломона» (1917); рассказы «Анафема» (1913), «Сапсан» (1916).
- Андрей Белый: романы «Петербург» (1915) и «Котик Летаев» (1918).
- Евгений Замятин: рассказы «Девушка» (1911), «Три дня» (1913), «Чрево» (1913), «Студенческий сынок» (1914), «Правда истинная» (1914), «Кряжи» (1915), «Африка» (1916), «О святом грехе Зеницы-девы» (1916), «Картинки» (1916), «Мученица науки» (1916), «Письменно» (1916), «Глаза» (1917), «Дракон»(1918), сборники рассказов «Сказки» (1914—1917), «Большим детям сказки» (1917—1920); повести «Уездное» (1912), «На куличках» (1913), «Алатырь» (1914), «Островитяне» (1917), «Север» (1918), «Колумб» (1918, не окончена).
- Зинаида Гиппиус: пьеса «Зелёное кольцо» (1916).

- Марина Цветаева: сборники стихов «Вечерний альбом» (1910), «Волшебный фонарь» (1912), «Из двух книг» (1913).
- Александр Блок: «Ночь, улица, фонарь, аптека» (1912), «Двенадцать» (1918).
- Анна Ахматова: сборники стихов «Вечер» (1912), «Чётки» (1914), «Белая стая» (1917).
- Владимир Маяковский: стихотворения «Несколько слов обо мне самом» (1913), «Лиличка!» (написано в 1916-м, впервые опубликовано много позднее в 1934-м); поэмы «Флейта-позвоночник» (1916), «Война и мир» (1917), Человек (1917).
- Игорь Северянин: «Ананасы в шампанском» (1916).
- Корней Чуковский: «Крокодил» (1917).
- Николай Гумилёв основатель акмеизма.
- Сергей Есенин: сборники стихов «Исус младенец» (1918), «Голубень» (1918).